# Gelis canadensis
Gelis canadensis là một loài tò vò trong họ Ichneumonidae.